# Nydammstjärnet
Nydammstjärnet är en sjö i Torsby kommun i Värmland och ingår i Glommas huvudavrinningsområde. Sjön är 6,7 meter djup, har en yta på 0,0621 kvadratkilometer och befinner sig 481,9 meter över havet. Sjön avvattnas av vattendraget Medskogsån (Avundsåsån).

## Delavrinningsområde
Nydammstjärnet ingår i det delavrinningsområde (674692-132351) som SMHI kallar för Inloppet i Avundsåssjön. Medelhöjden är 518 meter över havet och ytan är 2,87 kvadratkilometer. Det finns ett avrinningsområde uppströms, och räknas det in blir den ackumulerade arean 15,85 kvadratkilometer. Medskogsån (Avundsåsån) som avvattnar avrinningsområdet har biflödesordning 2, vilket innebär att vattnet flödar genom totalt 2 vattendrag innan det når havet efter 42 kilometer. Avrinningsområdet består mestadels av skog (70 procent) och sankmarker (25 procent). Avrinningsområdet har 0,06 kvadratkilometer vattenytor vilket ger det en sjöprocent på 2,1 procent.